# Evenus batesii
Evenus batesii is een vlinder uit de familie van de Lycaenidae. De wetenschappelijke naam van de soort werd als Thecla batesii in 1865 gepubliceerd door William Chapman Hewitson.

## Synoniemen
- Thecla teresina Hewitson, 1878
- Ipocia claudia Brévignon, 2002